# Niflheim
Niflheim (staronordijski:Niflheimr, "Svijet tame / magle"), u nordijskoj mitologiji zemlja leda i magle, hladnoće i tame. Prvi je od devet svjetova Stabla svjetova Yggdrasila. Nalazi se na suprotoj strani od Muspelheima. Dio ovog svijeta je Helheim, svijet smrti. Niflheim je dom ledenih divova. Spajanjem leda Niflheima i vatre Muspelheima nastao je u bezdanu Ginnungagapu div Ymir.
Nalazi se pod trećim korijenom Yggdrasila, gdje se nalazi i zmija Niddhog (razdirač leševa) koja se hrani leševima i neprestano žvače korijenje Yggdrasila. U njemu se također nalazi i Hvergelmir, izvor svih hladnih rijeka i iz njega korijen Yggdrasila crpi vodu.
Nakon Ragnaroka, u Niflheimu će se nalaziti dvorana u kojoj će biti kažnjavani ubojice, prekršitelji prisege i razvratnici.

## Vanjske poveznice
- Pantheon.org  Arhivirana inačica izvorne stranice od 28. svibnja 2014. (Wayback Machine)
- Norse-mythology.org
- viking-mythology.com